# مايكل كاتسيديس
مايكل كاتسيديس (بالإنجليزية: Michael Katsidis)‏ مواليد 15 أغسطس 1980 في توومبا، كوينزلاند، أستراليا، هو ملاكم محترف أسترالي يصنف ضمن فئة الوزن الخفيف حيث انتصر في نزاله الأول. شارك في دورة الألعاب الأولمبية الصيفية سنة 2000.

## المسيرة الاحترافية
من نزالاته:
- خسر أمام خوان مانويل ماركيز بالضربة الفنية القاضية (2010).
- انتصر على كيفين ميتشل بالضربة الفنية القاضية (2010).
- خسر أمام جويل كاسامايور بالضربة الفنية القاضية (2008).

## إحصائيات
خاض خلال مسيرته 38 نزالا، فاز في 31 وخسر في 7. فاز بالضربة القاضية في 24 نزالا.

## روابط خارجية
- مايكل كاتسيديس على موقع بوكس ريك (الإنجليزية) (registration required)
- مايكل كاتسيديس على موقع أوليمبيديا (الإنجليزية)
- مايكل كاتسيديس على موقع اللجنة الأولمبية الأسترالية (الإنجليزية)